# Onthophagus wensis
Onthophagus wensis es una especie de insecto del género Onthophagus, familia Scarabaeidae, orden Coleoptera.
Fue descrita científicamente por Josso & Prévost en 2006.